# Särkitunturi
Särkitunturi är en kulle i Finland. Den ligger i Muonio kommun i landskapet Lappland, i den norra delen av landet, 900 km norr om huvudstaden Helsingfors. Toppen på Särkitunturi är 484 meter över havet.
Terrängen runt Särkitunturi är huvudsakligen platt, men åt nordväst är den kuperad. Trakten runt Särkitunturi är nära nog obefolkad, med mindre än två invånare per kvadratkilometer.